# 德文·伊班克斯
德文·伊班克斯（英語：Devin Ebanks，1989年10月28日—），美国NBA联盟职业篮球运动员。他在2010年的NBA选秀中第2轮第43顺位被洛杉矶湖人选中。